# Pyramidmossa
Pyramidmossa (Pyramidula tetragona) är en bladmossart som beskrevs av Bridel 1819 [1818. Pyramidmossa ingår i släktet Pyramidula och familjen Funariaceae. Enligt den finländska rödlistan är arten nationellt utdöd i Finland. Enligt den svenska rödlistan är arten nationellt utdöd i Sverige. . Arten har tidigare förekommit i Götaland och Svealand men är numera lokalt utdöd. Artens livsmiljö är odlingsmark. Inga underarter finns listade i Catalogue of Life.